# Гимнастика на Летњим олимпијским играма 1896 — вратило за мушкарце
Вратило за мушкарце била је једна од осам гимнастичких дисциплина на програму Олимпијским играма 1896. Такмичење је одржано 9. априла на стадиону Панатинаико уз учешће 15 гимнастичара из 4 земље. Према одлуци судија победници су били двојица Немаца Херман Вајнгертнер први а Алфред Флатов други док су остали заузели од трећег до шеснестог места.

## Земље учеснице
- Немачка (10)
- Грчка {2}
- Мађарска (2)
- Швајцарска (1)

## Победници
| Херман Вајнгертнер Немачка | Алфред Флатов Немачка | - |

## Коначан пласман
| Место | Гимнастичар                |
| ----- | -------------------------- |
|       | Херман Вајнгертнер Немачка |
|       | Алфред Флатов Немачка      |
| -     | Конрад Бекер Немачка       |
| -     | Густав Флатов Немачка      |
| -     | Георг Хилмар Немачка       |
| -     | Ђула Какаш Мађарска        |
| -     | Фриц Мантојфел Немачка     |
| -     | Карл Нојкирх Немачка       |
| -     | Антониос Папаигану Грчка   |
| -     | Рихард Рештел Немачка      |
| -     | Густав Шуфт Немачка        |
| -     | Карл Шуман Немачка         |
| -     | Леонидас Циклотирас Грчка  |
| -     | Десидеријус Вен Мађарска   |
| -     | Луис Цутер Швајцарска      |